# Ingestión de sangre y desarrollo de huevos en mosquitos
La Ingestión de sangre y desarrollo de huevos en mosquitos es un proceso cíclico que implica la alternancia de periodos de crecimiento y de arresto. Los ciclos del ovario están regulados por fenómenos externos, como la ingestión de sangre (entre otros). 
En mosquitos la producción de huevos es un proceso cíclico. Durante un ciclo del ovario un conjunto de folículos del ovario se separa de la germaria de los ovariolos que lo componen y se desarrollan a través  de una serie de pasos hasta que los oocitos en su interior están completamente formados. Las diferentes especies de mosquitos varían en detalles en la fisiología de su desarrollo. Sin embargo, de manera general, un ciclo del ovario puede ser dividido en diferentes fases secuenciales  en coherencia con sus características fisiológicas y anatómicas. A largo de un ciclo, se alternan periodos de crecimiento y desarrollo con periodos de arresto. Los folículos en arresto retoman los procesos de desarrollo bajo condiciones fisiológicas específicas. Esto permite que el desarrollo de los conjuntos de folículos pueda ser coordinado con los ciclos de alimentación y ovoposición. Se distinguen 4 fases de desarrollo en los huevos de mosquito:

## Fase previtelogénica
La fase previtelogénica corresponde al periodo durante el cual los folículos se separan de la germaria, las células que lo componen se hacen visiblemente distinguibles. Justo después de la eclosión, las hembras de mosquito, cuentan con alrededor de 20 células por folículo. Las células del folículo epitelial ya se encuentran en división; durante la fase previtelogénica la división celular continúa de tal manera que al final, los folículos primarios formados cuentan con 200-250 células epiteliales. Cuando los folículos primarios de las hembras anautogenas alcanzan un tamaño de 90-100 µm, estos entran en estado de arresto. El número de células y el tamaño promedio de los folículos varía entre las diferentes especies de mosquitos.  Las siguientes fases del desarrollo son gatilladas con la ingesta de sangre.

## Fase de iniciación
La fase de iniciación es gatillada con la ingestión de sangre. Esta fase tiene una duración de entre 3 a 10 horas dependiendo de la especie. Durante esta fase los folículos empiezan a crecer nuevamente y empieza la síntesis de vitelogenina.  Los cambios fisiológicos del desarrollo pueden ser observados poco tiempo después de la ingesta de sangre. Tan solo una hora después de que la hembra de mosquito consume sangres es posible detectar mRNA de vitelogenina.  Las células del epitelio folicular entran nuevamente en mitosis duplicando su número al final de la fase de iniciación.

## Fase Trófica
A lo largo la fase trófica se lleva a cabo la mayor parte de la síntesis de vitelogenina así como el crecimiento e incorporación de vitelogenina de los oocitos. Esta fase inicia con la liberación OEH (por sus siglas en inglés Ovarian Ecdysteroidogenic Hormone) y finaliza con el bloqueo de la síntesis de vitelogenina. El ooplasma y los diferentes componentes de este como cristales de vitelo y gotas yema de los oocitos maduros de mosquitos son sintetizados. Finalmente  se crea una capa entre el oocito y las células epiteliales denominada capa endocoriónica. Después de la formación de la capa endocoriónica la incorporación de materiales pos parte de las células epiteliales a los oocitos ya no puede llevarse a cabo.

## Fase postrófica
En esta fase los oocitos crecen hasta su tamaño final y asumen su forma madura. Los folículos epiteliales secretan los materiales para formar el exocorion y los oocitos son rodeados por un corion endurecido. Al final de esta fase el huevo ha sido formalmente formado.
El ciclo que comprende desde la ingesta de sangre hasta la ovoposición es conocido como ciclo gonotrófico. Es importante tener en cuenta que el ciclo gonotrófico no comprende la fase pre-vitelogénica del desarrollo de huevos de mosquitos.

## Regulación hormonal por ingestión de sangre
El acto de consumir sangre es indispensable para la iniciación del desarrollo  de los ovarios y en consecuencia del huevo en sí. 
La ingestión de sangre hace que se active la liberación de factores provenientes de la cabeza los que a su vez activan una cascada hormonal, mediada principalmente por OEH  que genera la síntesis de proteínas del óvulo.
Diversa evidencia experimental demuestra la importancia del consumo de sangre para el desarrollo de huevos. Las hembras de mosquitos que fueron alimentadas únicamente con extractos de fruta y en los cuales la ovoposición fue inducida, desarrollaron huevos inmaduros con una cantidad muy baja de vitelo y yema. Adicionalmente los folículos de estas hembras son de un tamaño inferior a los folículos normalmente desarrollados.
La identidad de los requerimientos nutricionales de las hembras de los mosquitos para el desarrollo de huevos es otra de los preguntas abordadas por los científicos.  Experimentos donde la tripsina (enzima digestiva) es inhibida, muestran que aun después de haber consumido sangre el desarrollo de los ovarios no se da de manera adecuada.  Por lo cual es posible concluir que los productos de la digestión de sangre son los responsables del desencadenamiento de las cascadas hormonales para el desarrollo de huevos. Otro experimento donde los mosquitos fueron alimentados con una solución de aminoácidos, mostraron un desarrollo normal de huevos, por lo que se concluye que las hembras de mosquito requieren de las proteínas provenientes de la sangre.
Además de la regulación por el consumo de sangre, existen otros factores que afectan el desarrollo de los ovarios en mosquitos.
El estímulo mecánico genera por la distensión del estómago al momento de ingerir sangre ha demostrado tener un rol importante en la liberación hormonal que gatilla el desarrollo del ovario.